# Кора рослин

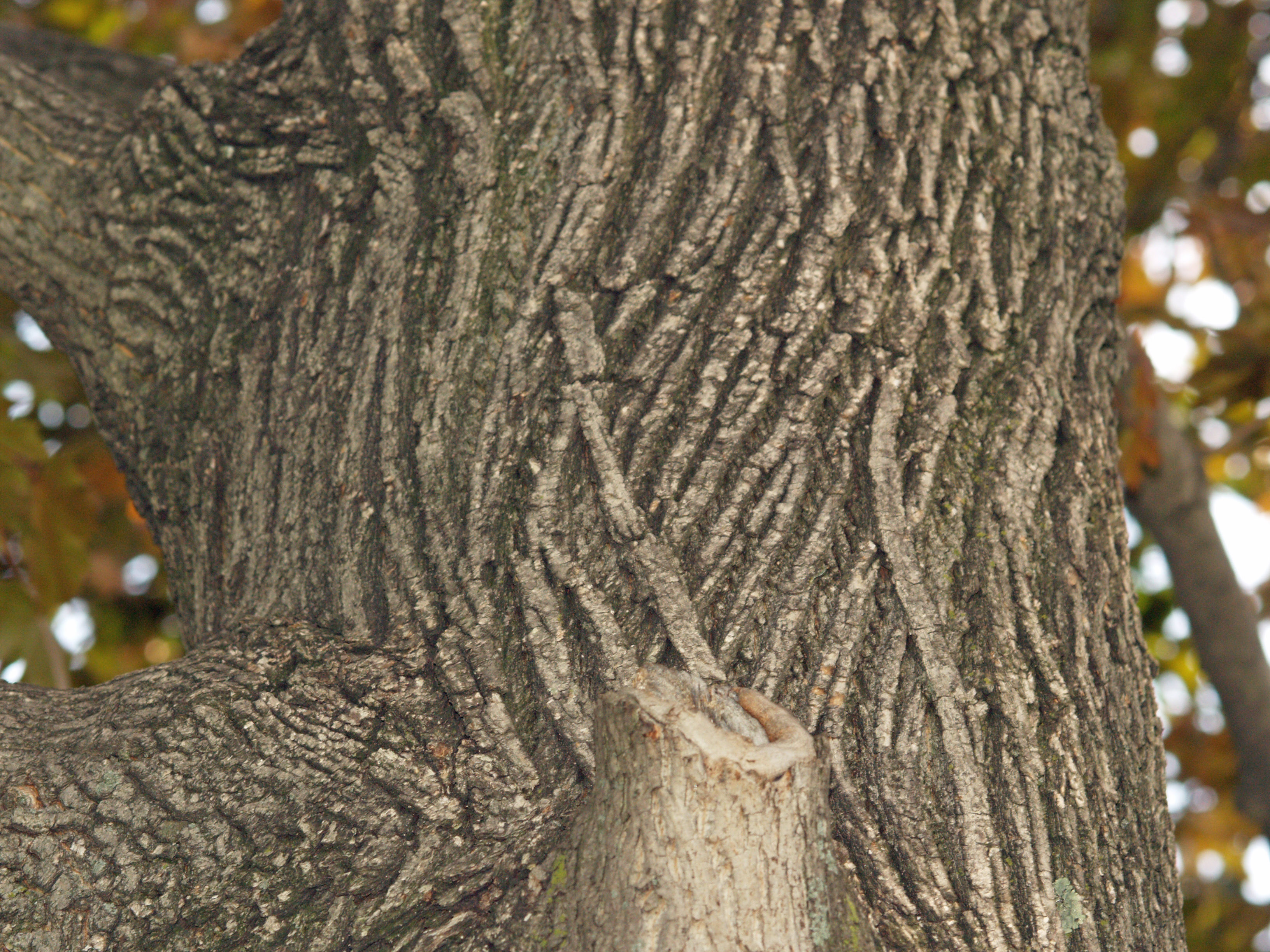
Кора клена японського

Кор́а рослини — зовнішня частина стебла і кореня рослин, відділена від центральної частини твірною тканиною (камбієм). По корі від листків до коренів і плодів пересуваються асимільовані в листках речовини. Кора захищає рослину від шкідливих впливів зовнішнього середовища, в ній відкладаються різні поживні речовини. Кору багатьох рослин використовують як лікарську сировину.
За фактурою та рисунком кору поділяють на:
- дерева з гладенькою корою (бук, граб, айлант, вишня);
- дерева з пластинчатою корою (каштан, платан, евкаліпт);
- дерева з дрібно-тріщинистою корою (груша, ліріодендрон, гінкго дволопатеве);
- дерева з глибоко-тріщинистою корою (дуб звичайний, верба біла).

## Будова

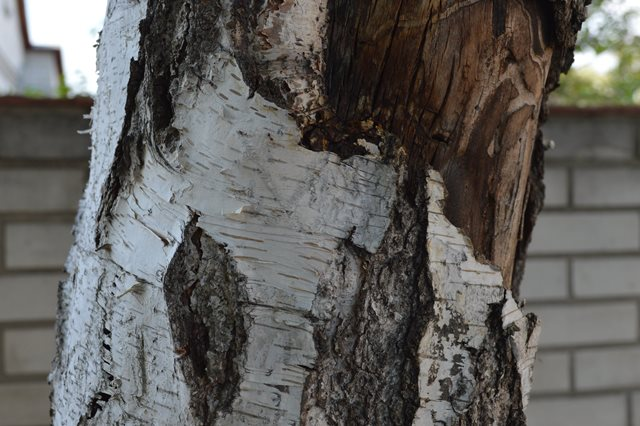
Кора берези

За будовою розрізняють первинну та вторинну кору. Первинна кора — складається з двох шарів: коленхіми (шар під перидермою) — механічна тканина; паренхіми первинної кори (може виконувати запасаючу функцію). Вторинна кора — (або луб, флоема). Типова будова лубу: ситовидні трубки, клітини-супутники, луб'яна паренхіма і луб'яні волокна. Луб'яні волокна утворюють шар, що зветься твердим лубом; решта елементів утворюють м'який луб.

### Первинна кора
Первинна кора розташовується безпосередньо під первинними покривними тканинами. Склад вхідних до неї тканин різниться. У дводольних рослин первинна кора зазвичай представлена коленхімою і паренхімою, внутрішній шар який функціонує як крохмаленосна оболонка. Часто, крім цих тканин, у первинній корі зустрічається субепідермальна паренхіма (тютюн-махорка, деякі зонтичні та ін.). В однодольних коленхіми зазвичай немає, але у багатьох є склеренхіма. У корінні первинна кора зазвичай паренхімна, проте у деяких пальм в ній можуть бути склереїди або волокна . Внутрішній шар первинної кори, прилеглий до центрального циліндра, називається ендодермою, проте він не завжди буває добре виражений.

### Вторинна кора
Під вторинною корою розуміють сукупність гістологічних елементів, утворених камбієм у зовнішню (корову) частину стебла (всередину він відкладає вторинну ксилему, або вторинну деревину). Вторинна кора охоплює ділянки вторинної флоеми і поділяють їх сегменти або тяжі серцевинних променів . Гістологічно промені утворені паренхімними клітинами, вторинна флоема ж — провідна тканина і складається з ситовидних трубок та інших елементів.

## Хімічний склад
| Склад               | Відсоткове співвідношення |
| ------------------- | ------------------------- |
| Целюлоза            | 16—23 %                   |
| пентозани           | 7—15 %                    |
| гексозани           | 6—16 %                    |
| поліуроніди         | 8—10 %                    |
| лігнін              | 27—33 %                   |
| екстрактні речовини | 14—30 %                   |

## Господарське застосування
Застосування кори в господарстві і промисловості різноманітні.
Корок коркового дуба і бархату амурського, який міститься в шкірці, використовують для виготовлення корків до пляшок і як ізоляційний матеріал. Корок берези йде на виготовлення тари, вироблення дьогтю тощо.
З липової, дубової, березової, вербової кори (лубу) отримують мочало, раніше плели взуття (личаки), робили мачулу.
Кора бруслини містить близько 7 % каучуку, з якої отримують латекс.
Кора дуба, ялини, верби містить дубильні речовини.
З кори крушини, хінного дерева отримують лікарські препарати.
|                                        |  |
| дах покритий корою, кора зеленого дуба |  |

З висушеної кори кориці (Cinnamomum verum J.Presl) отримують корицю, а з коричника китайського (Cinnamomum aromaticum Nees) — касію, або фальшиву корицю.
З кори роблять тканини, мотузки, з неї виготовляють різні предмети побуту, нею обшивають стіни та покривають дахи.
Деякі рослини вирощують в садах і парках саме заради їх декоративної кори (клен зеленокорий (Acer tegmentosum (Maxim.) Maxim.), Кизил білий (Cornus alba L.), береза паперова (Betula papyrifera Marshall), вишня тибетська (Prunus serrula Franch.), Мелія ацедарах (Melia azedarach L.), суничне дерево Мензиса (Arbutus menziesii Pursh), кизил блискучий (Cornus sericea L.)).
Кору берези паперової індіанці Північної Америки використовували як матеріал для письма.
Завдяки своїй водопроникним властивостям кора цього ж дерева йшла на покриття зовнішню сторону каное.
Березова кора — основний зимовий харчовий продукт американських лосів. Корою осики, верби, тополі та берези харчуються бобри.
Кору використовують в садівництві як мульчу.
Вторинна кора (флоема) деяких рослин вживається в їжу. У Скандинавії з кори сосни звичайної
```
готують коровий хліб, а саами запасають молоду соснову кору навесні як харчовий ресурс
```